# Монреаль (кантон, Жер)
Монреа́ль (фр. Montréal, окс. Montrejau) — кантон во Франции, находится в регионе Юг — Пиренеи, департамент Жер. Входит в состав округа Кондом.
Код INSEE кантона — 3221. Всего в кантон Монреаль входят 9 коммун, из них главной коммуной является Монреаль.

## Население
Население кантона на 2012 год составляло 4967 человек.
| 1962 | 1968 | 1975 | 1982 | 1990 | 1999 | 2006 | 2012 |
| ---- | ---- | ---- | ---- | ---- | ---- | ---- | ---- |
| 6778 | 6358 | 5536 | 5126 | 4901 | 4741 | 4927 | 4967 |

## Коммуны кантона
| Коммуна          | Население, чел. (2012) | Почтовый индекс | Код INSEE |
| ---------------- | ---------------------- | --------------- | --------- |
| Гондрен          | 1126                   | 32330           | 32149     |
| Казнёв           | 143                    | 32800           | 32100     |
| Кастельно-д’Озан | 1056                   | 32440           | 32079     |
| Лабаррер         | 214                    | 32250           | 32168     |
| Лагролет-дю-Жер  | 476                    | 32330           | 32180     |
| Ларрок-сюр-л’Ос  | 231                    | 32100           | 32197     |
| Лораэт           | 247                    | 32330           | 32203     |
| Монреаль         | 1197                   | 32250           | 32290     |
| Фурсес           | 277                    | 32250           | 32133     |